# Atherigona pallidipalpis
Atherigona pallidipalpis är en tvåvingeart som beskrevs av Malloch 1923. Atherigona pallidipalpis ingår i släktet Atherigona och familjen husflugor. Inga underarter finns listade i Catalogue of Life.